# Peter Mišík
Peter Mišík (16. dubna 1946 Bratislava) je slovenský zlatník, stříbrník, šperkař a restaurátor.

## Život
V letech 1967-1971 vystudoval obor zlatnictví a šperkařství na Střední uměleckoprůmyslové škole v Turnově ve třídě prof. Jaroslava Světlíka. Několik let pracoval jako zlatník a stříbrník v národním podniku Zlatokov v Bratislavě. Slovenská historička zlatnictví Dr. Eva Toranová jej oslovila ke spolupráci na restaurování zlatnických památek od doby gotické až po 19. století, když připravovala monografii Zlatníctvo na Slovensku(vydanou v Bratislavě roku 1983.). Z toho se vyvinula Mišíkova dlouhodobá a hlavní profesní činnost. Vypracoval se na nejvýznamnějšího slovenského restaurátora zlatnických prací. Žije v Kremnici, kde také vyučoval na střední uměleckoprůmyslové škole.

## Dílo
- Restauroval desítky oltářních křížů, monstrancí, především památkových (gotickou monstranci pro dóm v Bratislavě, barokní monstranci z kostela sv. Kateřiny v Kremnici, další ze Staré Lubovně, z Popradu-Veľké, ze Slovenského národního muzea v Bratislavě a další), vytvořil také vlastní monstranci s granulovanou dekorací. Restauroval kalichy ze Spišské kapituly, z Kremnice, cibória a relikviáře[2]. Zabýval se historickými technikami výzdoby, např. niellem.
- Šperky: věnuje se tvorbě šperků ze stříbra.

Je členem slovenského sdružení zlatníků - šperkařů AURA a Unie výtvarných umelcov.